# Алексеев, Александр Иванович (певец)
Алекса́ндр Ива́нович Алексе́ев (20 октября (1 ноября) 1895, Новый Маргилан, Ферганская область, Российская империя — 23 июня 1939, Москва, СССР) — русский оперный певец (лирический тенор), журналист, Заслуженный артист РСФСР (1937).

## Биография
Родился в семье Ивана Прокопьевича Алексеева (1868—1941) и Клавдии Ивановны Алексеевой, урождённой Петровой (1874—1946), дочери оружейника И. Ф. Петрова. С 1915 года учился в Императорском Московском техническом училище, одновременно брал уроки пения у Н. П. Миллера. Учёбу в училище бросил на третьем курсе.
В 1913—1917 годах принимал активное участие в организации любительских концертов в Вятской губернии, в Ижевске — в гражданском клубе, зале женской гимназии, на офицерских сборах. Исполнял романсы П. И. Чайковского, арии из опер Дж. Верди, песня Торопа из «Аскольдовой могилы» В. М. Верстовского.
На оперной сцене с 1919 года. Солист оперной труппы Театра Совета рабочих депутатов, Оперного театра им. К. С. Станиславского, Московского театра оперетты, Грузинского театра оперы и балета в Тбилиси. В 1925—1927 и 1929—1939 годах являлся солистом Большого театра в Москве.
Избирался депутатом Верховного Совета УАССР. Награждён орденом «Знак Почёта» (02.06.1937).
Выступал как концертный певец. Жил на улице Малая Дмитровка, 29 и Малая Бронная, 16.
Похоронен на Новодевичьем кладбище.

## Репертуар
- «Ромео и Джульетта» Ш. Гуно — Ромео
- «Демон» А. Г. Рубинштейн — Синодал
- «Евгений Онегин» П. И. Чайковский — Трике, Ленский
- «Сорочинская ярмарка» М. П. Мусоргский — Грицько
- «Русалка» А. С. Даргомыжский — Князь
- «Вертер» Ж. Массне — Вертер
- «Дубровский» Э. Ф. Направник — Владимир
- «Богема» Дж. Пуччини — Рудольф
- «Турандот» Дж. Пуччини — Калаф
- «Чио-Чио-сан» Дж. Пуччини — Ямадори
- «Руслан и Людмила» М. И. Глинка — Баян
- «Снегурочка» Н. А. Римский-Корсаков — Берендей
- «Золотой петушок» Н. А. Римский-Корсаков — Звездочёт
- «Черевички» П. И. Чайковский — Школьный учитель
- «Борис Годунов» М. П. Мусоргский — Юродивый
- «Травиата» Дж. Верди — Альфред
- «Миньона» А. Тома — Вильгельм Мейстер
- «Манон Леско» Дж. Пуччини — де Грие
- «Фауст» Ш. Гуно — Фауст
- «Риголетто» Дж. Верди — герцог Мантуанский
- «Севильский цирюльник» Дж. Россини — граф Альмавива
- «Алмаст» А. А. Спендиаров — Ашуг
- «Дочь мадам Анго» Ш. Лекока — Анж Питу
- «Лакме» Л. Делиб — Джеральд
- «Лоэнгрин» Р. Вагнер — Лоэнгрин
- «Сказание о невидимом граде Китеже и деве Февронии» Н. А. Римский-Корсаков — Всеволод Юрьевич
- «Сказка о царе Салтане» Н. А. Римский-Корсаков — Гвидон
- «Моцарт и Сальери» Н. А. Римский-Корсаков — Моцарт
- «Садко» Н. А. Римский-Корсаков — Индийский гость
- «Князь Игорь» А. П. Бородин — Владимир Игоревич
- «Майская ночь» Н. А. Римский-Корсаков — Левко

## Награды и звания
- Заслуженный артист РСФСР (02.06.1937)
- Орден «Знак Почёта» (02.06.1937) — за выдающиеся заслуги в деле развития оперного и балетного искусства